# Иванов, Дмитрий Валерьевич
Дмитрий Валерьевич Иванов (8 июля 1973, Курган — 29 августа 2022, Санкт-Петербург) — российский художник-геральдист, журналист. 

## Биография
Дмитрий Валерьевич Иванов родился 8 июля 1973 года в городе Кургане Курганской области.
Окончил Курганский государственный педагогический институт. Учился на факультетах иностранных языков и историческом.
В 1994—2000 годах — пресс-секретарь, редактор служб информации, автор и ведущий теле- и радиопрограмм, политический обозреватель ряда телерадиокомпаний Урала.
В 1995 году победил в конкурсе на лучшие проекты герба и флага Курганской области. С тех пор занимается герботворчеством (профессионально — с 1998 года). 
В 1998—2003 годах — эксперт-консультант Комиссии по символам Свердловской области.
Автор-разработчик и соавтор ведомственных геральдических знаков и эмблем, гербов и флагов муниципальных образований, корпораций и личных гражданских гербов. Художник-дизайнер должностной и наградной атрибутики. 
Был создателем и главным редактором интернет-ресурса «Геральдика Сегодня» (с 2001 года) и главным редактором англоязычного интернет-ресурса «Russian Heraldry As It Is» («Русская геральдика как она есть»), ведущим сервиса консультаций по вопросам герботворчества на сайтах «Геральдика.Ру» и «Геральдика Сегодня», соредактором научно-просветительских сайтов «Геральдическая Библиотека» и «Геральдика.Ру». Соучредитель и секретарь Гильдии геральдических художников. 
С 2004 года жил и работал в городе Санкт-Петербурге.
Автор электронных публикаций на веб-сайтах.
Дмитрий Валерьевич Иванов скоропостижно скончался 29 августа 2022 года в городе Санкт-Петербурге. Прощание было 5 сентября 2022 года в среднем ритуальном зале Санкт-Петербургского крематория. 15 сентября 2022 прах был развеян над Невой.

## Галерея работ
В галерее представлены некоторые работы художника-геральдиста с указанием даты утверждения.

Флаг Курганской области, 25 ноября 1997
Герб Курганской области, 1 декабря 1997
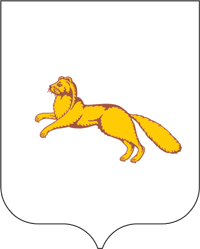
Герб Шадринска, 17 июня 1999
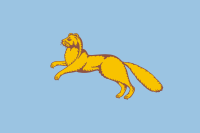
Флаг Шадринска, 17 июня 1999
Флаг Кургана, 18 июля 2001
Герб Кургана, 4 июля 2001 (доработка)
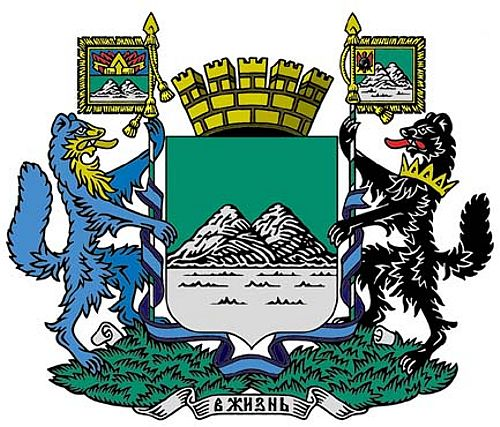
Герб Кургана, 20 марта 2002 (перерисовка)
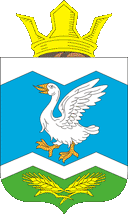
Герб Шадринского района, 25 декабря 2003
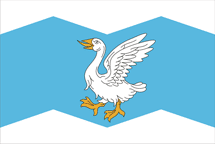
Флаг Шадринского района, 25 декабря 2003
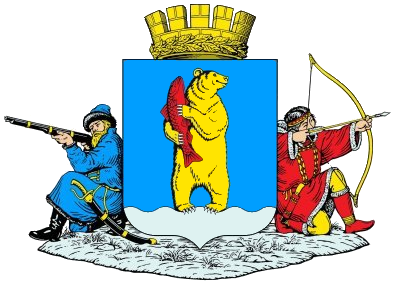
Герб Анадыря, 14 октября 2005
Флаг Анадыря, 14 октября 2005
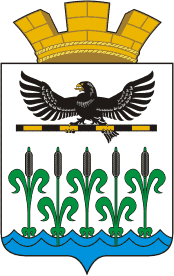
Герб Шумихи, 8 декабря 2005 (соавтор)
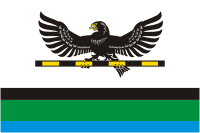
Флаг Шумихи, 8 декабря 2005 (соавтор)
Герб Махачкалы, 15 декабря 2006 (соавтор)
Флаг Махачкалы, 15 декабря 2006 (соавтор)
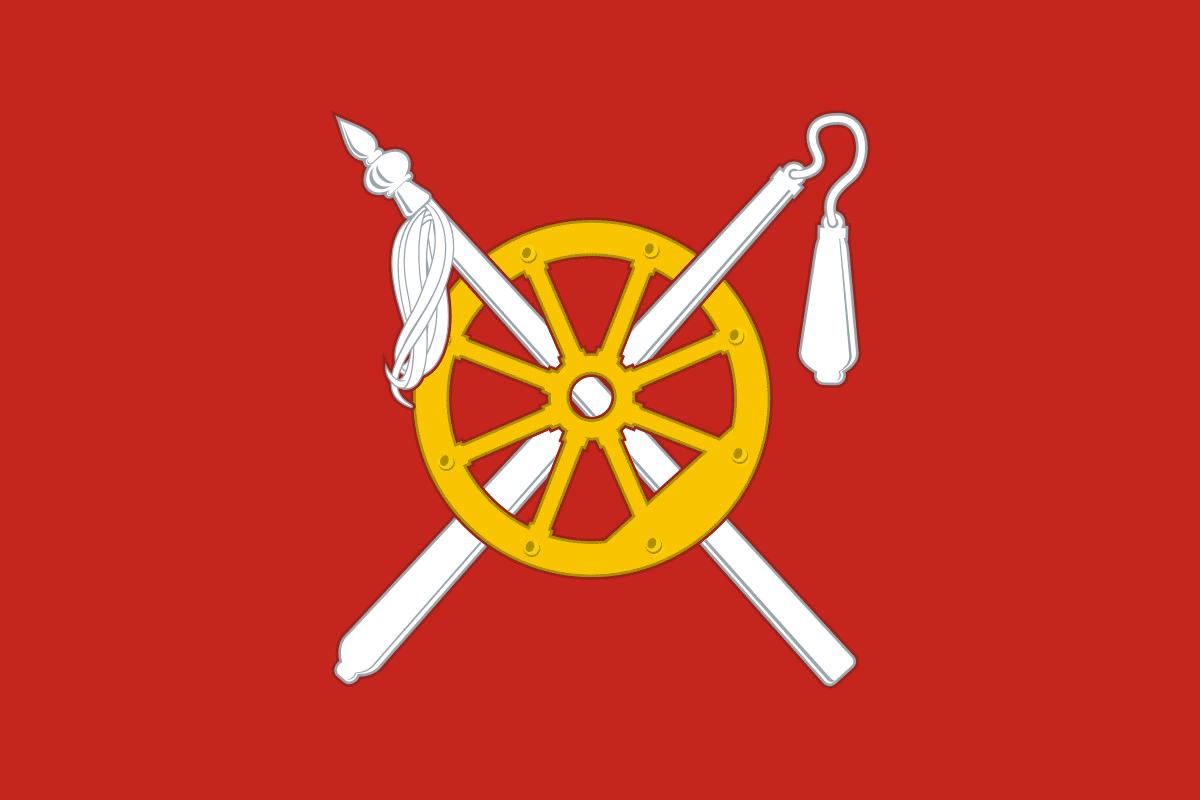
Флаг Октябрьского района, 5 сентября 2007 (соавтор)
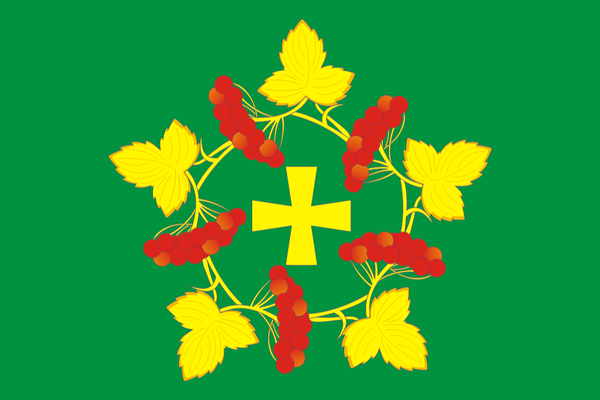
Флаг сельского поселения Калиновское, 10 декабря 2008 (соавтор)
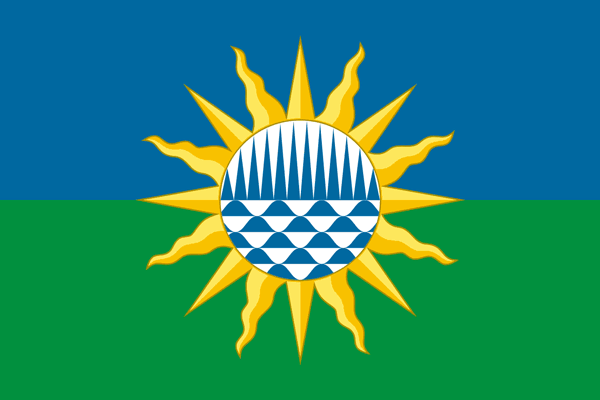
Флаг Приозёрного, 6 февраля 2009 (соавтор)
Флаг Краснобродского, 23 декабря 2009 (соавтор)
Герб Пскова, 16 июля 2010 (соавтор)
Флаг Пскова, 16 июля 2010 (соавтор)
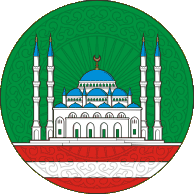
Герб Грозного, 22 сентября 2010 (соавтор)
Флаг Грозного, 22 сентября 2010 (соавтор)
Герб Аргуна, 21 апреля 2011 (соавтор)
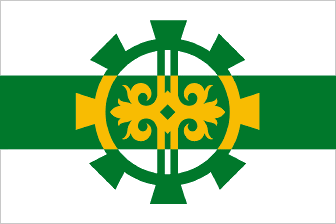
Флаг Аргуна, 21 апреля 2011 (соавтор)
Герб Ярославской области, 30 июня 2011 (соавтор)